# Оккультный мир
«Оккультный мир» (англ. The Occult World) — книга члена Теософского общества А. П. Синнетта, впервые опубликованная в Лондоне в июне 1881 года. Это первая теософская работа автора; по мнению Н. Гудрик-Кларка, после её издания феномены Е. П. Блаватской и послания махатм получили сенсационную известность, что впоследствии привлекло к ним внимание лондонского Общества психических исследований.

## История написания и публикации
В сентябре и октябре 1880 года Е. П. Блаватская и Г. С. Олкотт посетили в Симле А. П. Синнетта и его жену Пэйшенс. Синнетт проявил серьёзный интерес к работе и учению Теософского Общества, и это побудило Блаватскую помочь ему в установлении контакта и в переписке с двумя адептами, которые спонсировали Общество, — махатмами Кут Хуми и Мория. Ему также предоставилась возможность собрать материал для своей первой теософской книги, которая была в значительной степени основана на его комментариях к оккультной работе Блаватской и которая сделала её имя широко известным, хотя «в ней не было ни одного слова, написанного её рукой».
Во второй половине 1880 г. англо-индийская газета «The Pioneer» опубликовала несколько индивидуальных и коллективных отчётов свидетелей оккультных феноменов Блаватской, в частности, 7 ноября 1880 г. такой отчёт напечатал сам Синнетт. В 1881 г. он включил эти отчёты в свою книгу. В феврале 1881 г. Кут Хуми, сообщив, что он заинтересован в книге Синнетта и её успехе, дал разрешение на использование своих писем: «Я не накладываю никаких ограничений на использование вами чего-либо, что я писал вам, полностью полагаясь на ваш такт и здравое суждение в отношении того, что должно печататься и как печататься». В марте 1881г. Синнетты отправились в отпуск в Англию, там же предполагалось найти издателя «Оккультного мира». Книга вышла в июне 1881 г. во время пребывания автора в Лондоне. В июле 1881 г. Синнетт возвратился в Индию и на следующий день после приезда получил письмо от Кут Хуми, в котором тот поздравлял его с публикацией «Оккультного мира».
«Оккультный мир» посвящён «человеку, чьё согласие автор испросил и получил, — махатме Кут Хуми, доброе дружеское расположение которого», как пишет Синнетт, «даёт автору этой книги право притязать на внимание европейской общественности».

## Оккультная философия
Книга начинается с утверждения автора о том, что существует некая философская школа, о которой современная культура «уже позабыла», и что современная метафизика и, в значительной степени, современные естественные науки «вот уже несколько столетий вслепую, на ощупь» ищут подходы к знанию, которым всё это время в полной мере обладала оккультная философия. Синнетт берёт на себя смелость заявить о своём знании, что это определённо так. В своей книге он пишет:

«Я вступил в контакт с людьми, унаследовавшими более возвышенные познания о тайнах природы и человечества, нежели все теории, которые разработала до сих пор современная культура... Добившись впечатляющих результатов при помощи открытого метода исследований, современная наука с крайним раздражением относится к предположению, что люди, достигшие подлинных знаний, будь то в естественных науках или в метафизике, способны довольствоваться тем, чтобы держать светоч под спудом... Однако у нас нет необходимости строить гипотезы на эту тему. Факты вполне доступны, если только их правильно искать».
Синнетт объясняет, что «предельное развитие» оккультиста требует от него соблюдения абсолютной физической чистоты. Кандидат обязан с самого начала представить доказательства, что он готов соблюдать это требование. На протяжении всего испытательного срока он должен соблюдать полное целомудрие и воздерживаться от любых физических удовольствий. Тем не менее, такой образ жизни не предполагает ни особо жёсткой дисциплины, ни аскетизма, ни ухода из мира. Синнетт пишет:

«Ничто не мешает джентльмену из лондонского светского общества быть кандидатом в оккультисты и проходить подготовку по полной программе, причём окружающие даже не будут ничего об этом знать. С точки зрения истинного оккультизма, возвышенная преданность подлинного адепта — отнюдь не плод отталкивающего аскетизма заурядного индийского факира, этого йога лесных дебрей, чья грязь возрастает вместе со святостью, этого фанатика, вонзающего себе в тело железные крючья или держащего руку поднятой вверх, пока она не отсохнет».

## Оккультная почта
29 сентября 1880 года во время вечерней прогулки с м-с Синнетт к вершине ближайшего холма Блаватская, отвечая на внезапно высказанное желание своей спутницы получить небольшую записку от одного из «Братьев», оторвала чистый уголок письма, полученного в тот день, и подержала его в руке, пока он не исчез. Потом Блаватская попросила её указать, в каком месте должна появиться записка. М-с Синнетт указала на дерево, и затем среди его ветвей она обнаружила тот же самый уголок бумаги, но теперь он содержал краткое сообщение, подписанное тибетскими символами.
По мнению Дж. Барборки, эта записка была «самым первым посланием махатм, пришедшим в ответ на устную просьбу», и после этого Синнетт решил написать своё первое письмо «неизвестному Брату».

Однажды я спросил у мадам Блаватской: если я напишу одному из Братьев письмо с изложением своих взглядов, сумеет ли она отправить это послание? Сам я полагал, что это вряд ли возможно, поскольку знал о том, как недоступны обычно бывают Братья; но так как мадам пообещала попробовать, я написал письмо, адресовав его «неизвестному Брату», и передал мадам Блаватской, чтобы посмотреть, выйдет ли из этого что-нибудь. [Моя идея оказалась необычайно удачной, ибо это робкое начинание вылилось в самую интересную переписку, в которой я когда-либо имел честь состоять.]

## Оккультные феномены
Во время первого визита Блаватской в дом Синнеттов в Аллахабаде они имели возможность наблюдать, помимо постукиваний, ещё один феномен. На несколько дней они отправились со своей гостьей в Бенарес, где поселились в доме, предоставленном им махараджей Визьянагарамой. Как-то вечером, после ужина, они сидели в большом зале дома. Неожиданно прямо между ними упали три или четыре цветка; это оказались срезанные розы.
В Симле был запланирован пикник, и группа из шести человек намеревалась отправиться в лес. Всё было рассчитано на шестерых, но неожиданно к группе присоединился седьмой человек. По мере того, как готовились к полуденной трапезе, обнаружилась нехватка кофейной чашки и блюдца. Кто-то в шутку предложил Блаватской «материализовать» дополнительный прибор. Блаватская провела «ментальную связь» с одним из своих далёких «Братьев», а затем указала конкретное место, заросшее травой и кустарником. Один из участников взялся копать ножом землю в этом месте. Через некоторое время показалась кромка белого предмета, который оказался чашкой, а недалеко от неё было блюдце, и по дизайну они не отличались от остальных шести приборов, принесённых из дома Синнеттов. Корни растений вокруг найденной посуды были неповреждёнными, и это показывало, что её никто здесь предварительно не закапывал. Когда м-с Синнетт дома посчитала запас чашек и блюдец этого дизайна, она обнаружила, что их стало больше на один прибор. Однако приобрести в Симле такую посуду было невозможно.
 На этом пикнике произошло ещё одно событие, когда оказалось, что невозможно сварить кофе, потому что все взятые с собой бутылки с водой были пустыми, а вода в ближайшем ручье была грязной. Слугам, посланным на пивоваренный завод, не удалось добыть воду. Тогда Блаватская поставила пустую бутылку в одну из корзин, а затем вытащила её, уже наполненную чистой водой.
Во время прогулки на холме произошёл «инцидент с подушкой». Блаватская обратилась к Синнетту с вопросом: где бы он хотел найти предмет, который Кут Хуми собирается прислать. Он решил выбрать самое неподходящее место и указал на одну из нескольких диванных подушек, однако по настоянию его супруги была выбрана другая. После того, как прочно зашитая подушка была распорота, они обнаружили среди перьев записку махатмы и брошь, которую м-с Синнетт оставила у себя дома.
В то время как письма махатм являются «самой ценной» частью книги, наиболее вероятной причиной её широкой популярности стали описанные автором оккультные феномены, которые он наблюдал лично.

## Критика
Генон писал, что автор «Оккультного мира» поначалу, как никто другой, способствовал «распространению теософизма в Европе, однако был полностью одурачен трюками мадам Блаватской». В Отчёте Ходжсона феномены Блаватской, описанные в книге Синнетта, рассматриваются в разделе «Феномены "Оккультного мира"». В конце этого раздела Ходжсон написал:

Я думаю, что я вправе сказать, что феномены, включённые м-ром Синнеттом в его книгу «Оккультный мир», описаны им менее удовлетворительно, чем любой непосвящённый, но проницательный зритель мог бы описать трюки обыкновенного фокусника; что дополнительные сведения о них, полученные мною, доказывают его полное неумение принимать необходимые меры предосторожности против обмана и придерживаться провозглашённых им "научных методов исследования" («Оккультный мир», стр. 35).
Вс. Соловьёв констатировал, что из сделанного Ходжсоном разбора феноменов, описанных в книге «Оккультный мир», можно понять, «с каким „серьёзным и добросовестным“ исследователем мы имеем дело в лице Синнетта, этого „знаменитого апостола“ новейшей теософии и главнейшего защитника Е. П. Блаватской».
Американский спиритуалист Генри Киддл обратился в 1883 году в лондонский спиритический журнал «Light» с письмом к редактору, в котором он сообщил, что по прочтении книги Синнетта «Оккультный мир» он был «сильно удивлён», когда обнаружил, что одно из опубликованных в книге писем Кут Хуми содержало текст, «почти дословно повторяющий речь о спиритуализме», с которой он выступил в Лейк-Плезенте 15 августа 1880 года и напечатанную в том же месяце в «Banner of Light». В связи с этим у Киддла возник вопрос: «Поскольку книга м-ра Синнетта появилась только значительное время спустя (думаю, около года), понятно, что я не мог процитировать, сознательно или бессознательно, её страницы, но как же тогда мой текст попал в письмо Кут Хуми?»

По мнению Генона, «инцидент профессора Киддла» был первым ударом, публично нанесённым по репутации Теософского Общества. Он писал, что Синнетт, который сначала решил отмолчаться, всё же представил в четвёртом издании «Оккультного мира» «довольно неуклюжее объяснение», данное самим Кут Хуми. По словам последнего, тот факт, что публикация выглядела как плагиат, был вызван неумением и халатностью «чела» (ученика), обязанного «осаждать» и передавать его сообщения, но который пропустил именно ту часть, каковая превращала уличающий пассаж в обычную цитату. «Учитель» был вынужден признать, что допустил «неосторожность», позволив отправить своё письмо без проверки и исправления. В развёрнутом виде объяснение Кут Хуми выглядело так:

Письмо, о котором идёт речь... создавалось мною в то время, когда я совершал путешествие верхом на лошади. Оно диктовалось мысленно молодому челе и «осаждалось» им, ещё неопытным в этой отрасли психической химии, который должен был переписывать его с еле видимого отпечатка. Поэтому половину письма этот «художник» пропустил, а другую — исказил. Когда он в то время спросил, буду ли я просматривать написанное и исправлять ошибки, я, признаюсь, неблагоразумно ответил: «Сойдёт и так, мой мальчик. Не имеет особого значения, если ты пропустишь несколько слов». Физически я был очень утомлён сорокавосьмичасовой ездой без передышки и (опять же физически) был полусонным. Кроме того, в то время психически я должен был уделять внимание очень важному делу, и поэтому мало от меня осталось, чтобы заниматься письмом.  Когда я очнулся, то обнаружил, что оно уже было отослано, и, так как в то время я не ожидал, что оно будет опубликовано, я с того времени о нём никогда не думал... Всё же, если бы я продиктовал своё письмо в таком виде, в каком оно теперь появилось в печати, то оно, несомненно, выглядело бы подозрительным, и хотя оно далеко от того, что обычно называют плагиатом, своим отсутствием кавычек оно послужило бы основанием для порицания. Но я ничего подобного не сделал, как это ясно показывают находящиеся передо мной первоначальные отпечатки оригинала.

## Переиздания и переводы
После первой публикации в 1881 г. книга многократно переиздавалась: в 1882 г. вышло второе издание, в 1883 — третье, в 1913 — девятое. Была переведена на несколько европейских языков: французский, немецкий, нидерландский, шведский, финский и русский.

## Комментарии
1. ↑  Элвин Кун писал, что эта книга Синнетта стала для Запада первым прямым заявлением о существования махатм и их деятельности в качестве «спонсоров» Теософского Общества. По его мнению, автор книги взялся за нелёгкую задачу аргументированно подтвердить «превосходящие знания и возвышенную мудрость этих суперменов».[3]
2. ↑  П. Вашингтон писал, что с Синнеттами у Блаватской сложились «искренне дружеские отношения».[4]
3. ↑  Н. Гудрик-Кларк писал, что «концепция Учителей» представляет собой идею розенкрейцеров о «невидимых и тайных адептах», работающих для прогресса человечества.[6] Также Г. Тиллетт писал: «Концепция Учителей, или махатм, представленная Блаватской, является сплавом западных и восточных идей; по её словам, местонахождение большинства из них связано с Индией или Тибетом. И она, и полковник Олкотт утверждали, что видели махатм и общались с ними. В западном же оккультизме идея „сверхчеловека“ была связана, в частности, с братствами, основанными Мартинесом де Паскуалли и Луи-Клодом де Сен-Мартеном».[7]
4. ↑  1 марта 1881 г. Кут Хуми пожелал Синнетту «возвратиться из Европы с хорошей книгой в руках».[12]
5. ↑  Кут Хуми писал: «Когда, наконец, улягутся шум и трескотня возмущённой критики, мыслящие люди прочтут эту книгу и задумаются над ней».[14]
6. ↑  Cit. The Occult World, 1888.[15]
7. ↑  Cit. The Occult World, 1884, p. 1.[16]
8. ↑  Cit. The Occult World, 1884, p. 14.[18]
9. ↑  See The Occult World, 1888, pp. 61-62.[19]
10. ↑  Записка хранится в отделе редких рукописей Британской библиотеки. «До сих пор видны сгибы на бумаге, на которой "запечатлелось" послание, выведенное чёрными чернилами... Видны также следы проколов на бумаге, которые появились, когда записка прикреплялась к ветке».[24]
11. ↑  Cit. The Occult World, 1888, pp. 92-93.[25]
12. ↑  Синнетт был каналом связи, через который махатмы передали длинную серию писем на философские и другие темы, «оставаясь при этом в тени».[26]
13. ↑  See The Occult World, 1888, p. 51.[19]
14. ↑  Генон писал, что о многих теософских феноменах можно узнать из книги Синнетта «Оккультный мир», где упоминаются: постукивания по чему-либо, звон невидимых колокольчиков, перенос и «материализация» различных предметов, и самое главное, «осаждение» писем, отправленных «астрально».[27]
15. ↑  See The Occult World, 1888, pp. 66-71.[28]
16. ↑  Олкотт по поводу феномена с чашкой писал: «Должен сообщить, что мы с м-с Синнетт, вернувшись домой первыми из нашей компании, сразу же направились в буфетную и обнаружили там три чашки из тех девяти, которые у неё остались от прежнего сервиза на 12 персон. Потрескавшиеся, с отбитыми ручками, они были убраны на верхнюю полку. Таким образом, седьмая чашка, созданная на пикнике, никак не могла быть одной из этих трёх битых чашек».[30]
17. ↑  Следует сказать, что сообщения Синнетта о феноменальных явлениях в Симле «стали причиной многих недоразумений и неприятностей, которые преследовали Блаватскую в течение завершающего этапа её жизни».[8] Тем не менее М. Холл отметил: «Величайшими "чудесами" мадам Блаватской были её книги, сделавшие её недоступной сплетням клеветников. Именно её литературные произведения, а не материализованные чайные чашки стали критерием её гениальности».[31]
18. ↑  See The Occult World, 1888, pp. 73-74.[32]
19. ↑  Старший ученик Кут Хуми, известный как "Лишённый Наследства", сделал приписку к письму своего Учителя: «Бутылку я наполнил водой собственноручно, и она была только одной из четырёх, имеющихся в корзинах у слуг».[10]
20. ↑  See The Occult World, 1888, pp. 109-111.[33]
21. ↑  «Опытный оккультист способен перенести своё сознание с одного плана существования на другой. Короче говоря, его контроль над вибрационной энергией Акаши делает его поистине господином всего физического творения».[17]
22. ↑  Лавуа писал, что «Оккультный мир» содержит описание различных феноменов, выполненных Блаватской в присутствии его автора.[35] Также Джонсон отметил, что во время пребывания у Синнеттов Блаватская выполнила ряд «поражающих воображение паранормальных феноменов», которые Синнетт описал в своей книге «Оккультный мир».[36]
23. ↑  В 1890 г. бывший теософ Э. Коуз, разоблачитель «лжи и мошенничества» Блаватской, аналогично охарактеризовал Олкотта и Джаджа. См. Джадж, Уильям Кван#Публикация в «Сан».
24. ↑  По мнению Н. Гудрик-Кларка, В. Харрисон, член ОПИ, «досконально изучив Отчёт Ходжсона, обоснованно опроверг» его выводы[40]. См. также: Эпизоды из жизни мадам Блаватской#Критика.
25. ↑  В декабре 1883 года Синнетт получил разъяснение махатмы по данному вопросу[45], и оно было опубликовано в приложении к 4-му изданию «Оккультного мира».
26. ↑  Cit. The Occult World, 1888, p. 212.[47]
27. ↑  «When a Mr. Henry Kiddle, an American lecturer on Spiritualism, accused the writer of the Mahatma Letters of having plagiarized whole passages from his lecture delivered at Mt. Pleasant, New York, in 1880, a year prior to the publication of The Occult World, the Master KH explained in a letter to Mr. Sinnett that the apparent forgery of words and ideas came about through a bit of carelessness on his part in the precipitation of his ideas through a chela. While dictating the letter to the latter, he had caught himself "listening in" on Mr. Kiddle's address being delivered at the moment in America; and as a consequence the chela took down portions of the actual lecture as reflected from the mind of KH».[48]
28. ↑  «77 editions published between 1881 and 2015 in 6 languages and held by 290 WorldCat member libraries worldwide».[49]

### Публикации сторонников
- The Mahatma Letters to A. P. Sinnett from the Mahatmas M. & K.H. / A. T. Barker, ed.. — New York: Frederick A. Stokes Company Publishers, 1924. — 492 p.
- The Occult World (book) (англ.). Theosophy Wiki. Theosophical Society in America (8 октября 2013). Дата обращения: 17 декабря 2016. Архивировано 3 февраля 2017 года.
- Hall M. P. H.P.B., The Russian Sphinx // The phoenix: an illustrated review of occultism and philosophy. — Hall Pub. Co, 1931. — P. 85—97.
- Hanson V. Masters and Men: the Human Story in The Mahatma Letters. — Wheaton, Ill: Theosophical Publishing House, 1980. — 323 p. — ISBN 9780835605342.
- Neff M. K. Brothers of Madame Blavatsky. — Reprint. Originally published in 1932. — Kessinger Publishing, 2003. — 156 p. — ISBN 9780766157828.
- Olcott H. S. Old Diary Leaves 1878-83: The Only Authentic History of the Theosophical Society. — Reprint. — Cambridge University Press, 2011. — 508 p. — (Cambridge Library Collection—Spiritualism and Esoteric Knowledge). — ISBN 9781108072908.
- Ryan C. J. H. P. Blavatsky and the Theosophical Movement / под ред. Grace F. Knoche. — 2-е испр. изд. — Theosophical University Press, 1975. — ISBN 1-55700-090-5.
- Sinnett A. P. Autobiography of Alfred Percy Sinnett. — First Edition. — London: Theosophical History Centre, 1986. — ISBN 0-948753-02-1.
- Барборка Д. А. Махатмы и их учение = Mahatmas and Their Letters / пер. с англ. Н. М. Забилоцкого. — М.: Рипол Классик, 2005. — 425 с. — (В поисках истины). — 3000 экз. — ISBN 5-7905-3454-6.